# STARCO
STARCO — международный производитель шин специального назначения. Центральный офис компании находится в городе Гальтен, Дания.

## История
Фирма STARCO была создана в  1962 году с названием P. Ejlersgaard A/S. Фирмой управлялась тремя поколениями датской семьи Ejlersgaard. Первоначально фирма являлась только семейным бизнесом, ориентируясь на рынки Скандинавии и пассажирский сегмент рынка шин. Позднее фирма сменила специализацию на шины, диски и колеса специального назначения. Изменение в структуре повлекли изменения в названии: если ранее акроним STARCO расшифровывался как Scandinavian Tyre and Rim Company, то с глобализацией операций полное название утратило своё значение.
Основные направления: шины для погрузчиков, тракторов и сельского хозяйства, строительной техники, крупногабаритные шины, шины для мототехники, пневматические камеры.

## Этапы развития
- 1961:Основана как P. Ejlersgaard A/S (позднее STARCO) in Орхусе, Дания.
- 1990:Основана как фирма STARCO.
- 1994—1998:STARCO приобретает шинные и колесные бизнесы в Нидерландах, Германии, Швеции и Великобритании.
- 2001:Основаны Восточноевропейские подразделения в Латвии, Литве, Эстонии, Польше.
- 2002:Основаны подразделения в России.Завод по производству колесных дисков переводится из Великобритании в Хорватию.
- 2004:STARCO приобретает шинно-колесную компанию в Бельгии.
- 2005:Основана фирма STARCO S.R.L. в Италии. STARCO Europe приобретает фирму в Англии, которая получает название STARCO DML Ltd.
- 2006:Основаны STARCO BEL в Белоруссии и STARCO UKR на Украине.
- 2007:STARCO объявила о присоединении крупнейшего производителя сдвоенных колес и дисков — Gebr. Schaad AG.
- 2011:STARCO построил завод по производству цельнолитых шин в Шри-Ланке.
- 2012: Фирма праздновала свой 50-летний юбилей; открыт новый центральный склад в Винзен (Луэ), Германия.
- 2013: STARCO открыла подразделение STARCO ZA на африканском континенте.
- 2013: Завод Gebrüder Schaad стал STARCO GS.

В мае 2016 года фирмы BOHNENKAMP AG и STARCO заявили об укреплении своих основных направлений бизнеса.

## Собственники и руководство
Основным акционером и руководителем фирмы в 1992-2016 гг. являлся Peer Ejlersgaard (1959-2016).

### Руководство компании
- Carl Evald Bakke-Jacobsen - Председатель совета директоров (с 5 марта 2016).
- Richard Todd - Генеральный директор
- Aleksejs Dremacs — Региональный директор Восточной группы (с 2002 г.).

### Структура
- Группа Западной Европы
- Группа Восточной Европы
- Группа Северной Европы
- Южная Африка

### Производство
- STARCO Huanmei (2008) — стальные колесные диски
- STARCO Beli Manastir d.o.o. (2002) — стальные колесные диски
- STARCO DML Ltd. (2005) — шины, диски, колеса в сборе
- STARCO Lanka (PVT) Ltd. (2011) — цельнолитые шины для вилочных погрузчиков
- STARCO GS(1982) — сдвоенные колеса и диски

### Бренды
- STARCO Tusker — цельнолитые шины верхнего ценового сегмента для вилочных погрузчиков
- STARCO Unicorn — цельнолитые шины среднего ценового сегмента для вилочных погрузчиков
- STARCO GS — система сдвоенных колес для тракторов и сельхозтехники
- STARCO Flex — беспрокольное полиуретановое колесо

### Технологии
Фирма внедрила  нанотехнологический способ окраски готовых колесных дисков своего производства, обеспечивающий высокий уровень антикоррозийной стойкости продукции. Для колес специального назначения это уникальная технология.